# Damages
Damages is een Amerikaanse misdaadserie die oorspronkelijk van 24 juli 2007 tot en met 12 september 2012 werd uitgezonden. Hoofdrolspeelster Glenn Close  won hiervoor in 2008 een Golden Globe en in zowel 2008 als 2009 een Emmy Award. Ook bijrolspeler Željko Ivanek en de castingafdeling kregen in 2008 een Emmy toegekend. Na vijf seizoenen met daarin 59 afleveringen kwam de serie ten einde.

## Uitgangspunt
Ellen Parsons is een pas afgestudeerde, briljante advocate. Ze krijgt een betrekking bij Patty Hewes, een keiharde tante die aan de top van de New Yorkse advocatenwereld staat.

## Rolbezetting
| Acteur             | Personage          | Opmerkingen |
| ------------------ | ------------------ | --- |
| Glenn Close        | Patty Hewes        | De keiharde advocate die vast van plan is Arthur Frobisher tot zijn laatste cent uit te kleden.                                                        |
| Rose Byrne         | Ellen Parsons      | Pas afgestudeerde advocate die voor Hewes gaat werken en op de zaak tegen Arthur Frobisher wordt gezet.                                                |
| Željko Ivanek      | Ray Fiske          | De advocaat van Arthur Frobisher die wil dat de zaak in een overeenkomst buiten de rechtszaal wordt geregeld.                                          |
| Tate Donovan       | Tom Shayes         | Patty Hewes' belangrijkste vennoot die zogezegd wordt ontslagen om Ellen Parsons beter te kunnen manipuleren.                                          |
| Ted Danson         | Arthur Frobisher   | De oud-directeur van zijn bedrijf en miljardair die beschuldigd wordt van aandelenhandel met voorkennis.                                               |
| John Goodman       | Howard T. Erickson | Eigenaar van een beveiligingsbedrijf, die rijk is geworden met werk in oorlogsgebieden, maar daarbij mogelijk niet helemaal correct te werk is gegaan. |
| Noah Bean          | David Connor       | De verloofde van Ellen Parsons die zes maanden later vermoord wordt.                                                                                   |
| Philip Bosco       | Hollis Nye         | Een advocaat van het bedrijf waar Ellen Parsons haar stage liep en die haar af en toe raad geeft.                                                      |
| Peter Riegert      | George Moore       | |
| Anastasia Griffith | Katie Connor       | Beste vriendin en toekomstige schoonzus van Ellen Parsons die kroongetuige in de zaak blijkt te zijn.                                                  |
| Donnie Keshawarz   | Andrew Vida        | |
| Peter Facinelli    | Gregory Malina     | Vroegere onenightstand van Katie Connor die informatie over de zaak heeft maar vermoord wordt.                                                         |

## Afleveringen

### Seizoen 1 (2007)
- 1.1: Pilotaflevering: Get Me A Lawyer
- 1.2: Jesus, Mary and Joe Cocker
- 1.3: And My Paralyzing Fear of Death
- 1.4: Tastes Like a Ho Ho
- 1.5: A Regular Earl Anthony
- 1.6: She Spat At Me
- 1.7: We Are Not Animals
- 1.8: Blame the Victim
- 1.9: Do You Regret What We Did?
- 1.10: Sort of Like a Family
- 1.11: I Hate These People
- 1.12: There's No "We" Anymore
- 1.13: Because I Know Patty

### Seizoen 2 (2009)
- 2.1: I Lied, Too
- 2.2: Burn It, Shred it, I Don't Care
- 2.3: I Knew Your Pig
- 2.4: Hey! Mr. Pibb!
- 2.5: I Agree, It Wasn't Funny
- 2.6: A Pretty Girl in a Leotard
- 2.7: New York Sucks
- 2.8: They Had to Tweeze That out of My Kidney
- 2.9: You Got Your Prom Date Pregnant
- 2.10: Uh Oh, Out Come the Skeletons
- 2.11: London, Of Course
- 2.12: Look What I Dug Up This Time
- 2.13: Trust Me

### Seizoen 3 (2010)
- 3.1: Your Secrets Are Safe
- 3.2: The Dog Is Happier Without Her
- 3.3: Flight's at 11:08
- 3.4: Don't Throw That at the Chicken
- 3.5: It's Not My Birthday
- 3.6: Don't Forget to Thank Mr. Zedeck
- 3.7: You Haven't Replaced Me
- 3.8: I Look Like Frankenstein
- 3.9: Drive It Through Hardcore
- 3.10: Tell Me I'm Not Racist
- 3.11: All That Crap About Your Family
- 3.12: You Were His Little Monkey
- 3.13: The Next One's Gonna Go In Your Throat

### Seizoen 4 (2011)
- 4.1: There's Only One Way to Try a Case
- 4.2: I've Done Way Too Much for This Girl
- 4.3: I'd Prefer My Old Office
- 4.4: Next One's on Me, Blondie
- 4.5: We'll Just Have to Find Another Way to Cut the Balls Off of This Thing
- 4.6: Add That Little Hopper to Your Stew
- 4.7: I'm Worried About My Dog
- 4.8: The War Will Go on Forever
- 4.9: There's a Whole Slew of Ladies with Bad Things to Say About the Taliban
- 4.10: Failure is Lonely

### Seizoen 5 (2012)
- 5.1: You Want to End This Once and for All?
- 5.2: Have You Met the Eel Yet?
- 5.3: Failure Is Failure
- 5.4: I Love You, Mommy
- 5.5: There's Something Wrong with Me
- 5.6: I Need to Win
- 5.7: The Storm's Moving In
- 5.8: I'm Afraid of What I'll Find
- 5.9: I Like Your Chair
- 5.10: But You Don't Do That Anymore